# حزب وطنيون (فرنسا)
حزب وطنيون (بالفرنسية: ! Les Patriotes)‏ هو حزب سياسي فرنسي، أسسه فلوريان فيليبو في 29 نيسان /أبريل 2017،

## التاريخ

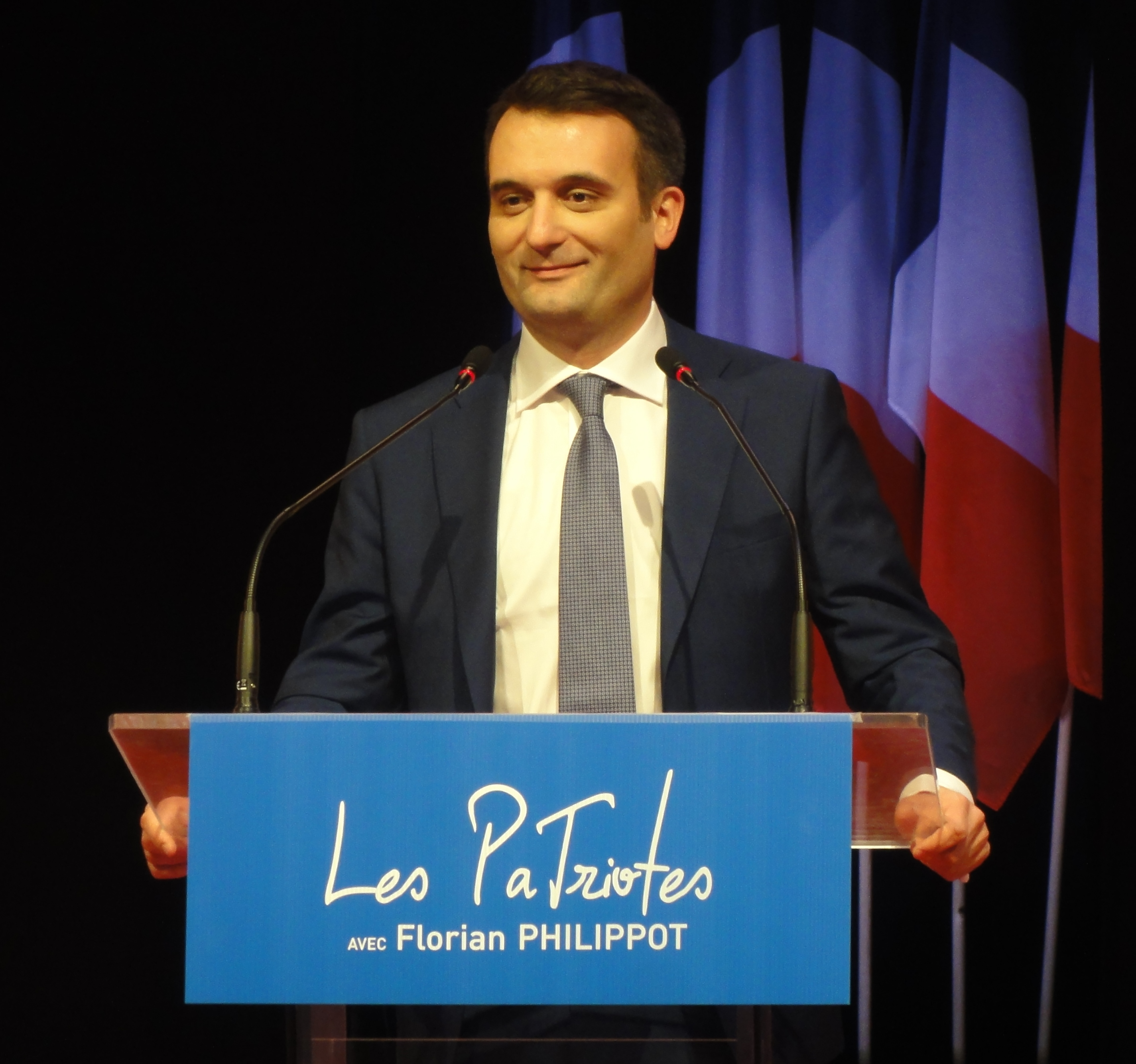
فلوريان فيليبو مع اسم حزبه «مواطنون»

في أبريل 2015، قدم جوفري بولي، رئيس موظفي فلوريان فيليبو، اسم «ليه باتريوت (الوطنيون)» في المعهد الوطني للملكية الصناعية (INPI): من أجل تملُك الاسم وذلك كان أساسا لمنع حزب الاتحاد من أجل حركة شعبية للاستيلاء على هذا الاسم ولذلك فقد قرر الأخير أن يصبح اسمه «جمهوريون» شهرين بعد حزب فيليبو أي في شهر مايو/ حزيران 2015.
يوم 16 مايو عام 2017، فلوريان فيليببو تولى الرئاسة من جمعية مرتبطة الجبهة الوطنية. وفقا لفلوريان فيليبو، فإن اسم الحزب "مخيف". وتساءل فيليبو بشأن الهجرة: "هل نحن حقا واضحون ودقيقون كما نعتقد في هذا الموضوع؟ لماذا لا يزال الكثير من مواطنينا مقتنعين بأن هذا الخطاب "عنصري"؟ كيف يجب أن نتحدث إلى المهاجرين الفرنسيين؟

## التموضع السياسي
في 20 كانون الثاني / يناير 2018، قدم فلوريان فيليبو حزبه كـ«معارضة لليمين المتطرف وذو مصداقية». سعياً إلى التفريق بينه وبين الجبهة الوطنية، ورفض قوائم الطعام دون لحم الخنزير في مقاصف المدارس الفرنسية ويتجنب اتهام العدالة بالتراخي، مفضلاً دعم إنشاء 40000 مكان إضافي للسجن. وتقول صحيفة فرانس سوار ساخرة نوعاً ما «قد نتساءل إن كان هذا هو نفس فلوريان فيليبو الذي دعم مارين لوبن بشدة».

## الحملة الانتخابية الرئاسية 2022
سيخوض هذا الحزب الانتخابات الرئاسية الفرنسية 2022